# 西川口車站
西川口車站（日语：／ Nishi-kawaguchi eki */?）位於日本埼玉縣川口市並木二丁目，是東日本旅客鐵道（JR東日本）的鐵路車站。
此站停靠的正式路線軌道是東北本線（詳情參見路線條目與鐵道路線的名稱），實際停靠的運轉系統是行走電車線的京濱東北線列車。

## 歷史
- 1954年（昭和29年）9月1日：日本國有鐵道（國鐵）車站開業。是國鐵第一座跨站式站房。
- 1987年（昭和62年）4月1日：國鐵分割民營化，本站由JR東日本繼承。
- 2001年（平成13年）11月18日：IC卡「Suica」啟用。
- 2006年（平成18年）11月12日：東口側起重機傾倒。起重機駕駛受傷。
- 2007年（平成19年）5月18日：東口側5層樓的車站大樓「beans西川口」完工。

## 車站結構
本站月台位於地面，為島式月台1面2線設計。站房為跨站式站房，橫跨東北本線6線軌道，連接車站東西兩邊地區（通道位於非付費區，可自由使用）。車站設有綠色窗口與自動驗票閘門。東口設有車站大樓「beans西川口」。
本站為業務委託站（委託JR東日本車站服務），由川口站管理。
設站時間晚於近鄰的川口站與蕨站，月台狹小。因此無法以縮減階梯寬度的方式設置電扶梯，必須另選位置分開設置。現在亦有電梯供乘客使用。

### 月台配置
| 月台 | 路線       | 目的地                           |
| ---- | ---------- | -------------------------------- |
| 1    | 京濱東北線 | 上野、東京、橫濱、磯子、大船方向 |
| 2    | 京濱東北線 | 浦和、大宮方向                   |

（來源：JR東日本:車站構內圖 （页面存档备份，存于））

### 發車音樂
| 1 | JK | Mellow time |
| 2 | JK | 春          |

2013年11月10日至2014年1月10日的發車音樂使用「川口市民歌」。2018年11月1日至11月30日為了宣傳川口市移行中核市，1號線使用「川口市民歌」，2號線使用「元氣川口·御成道森巴」。

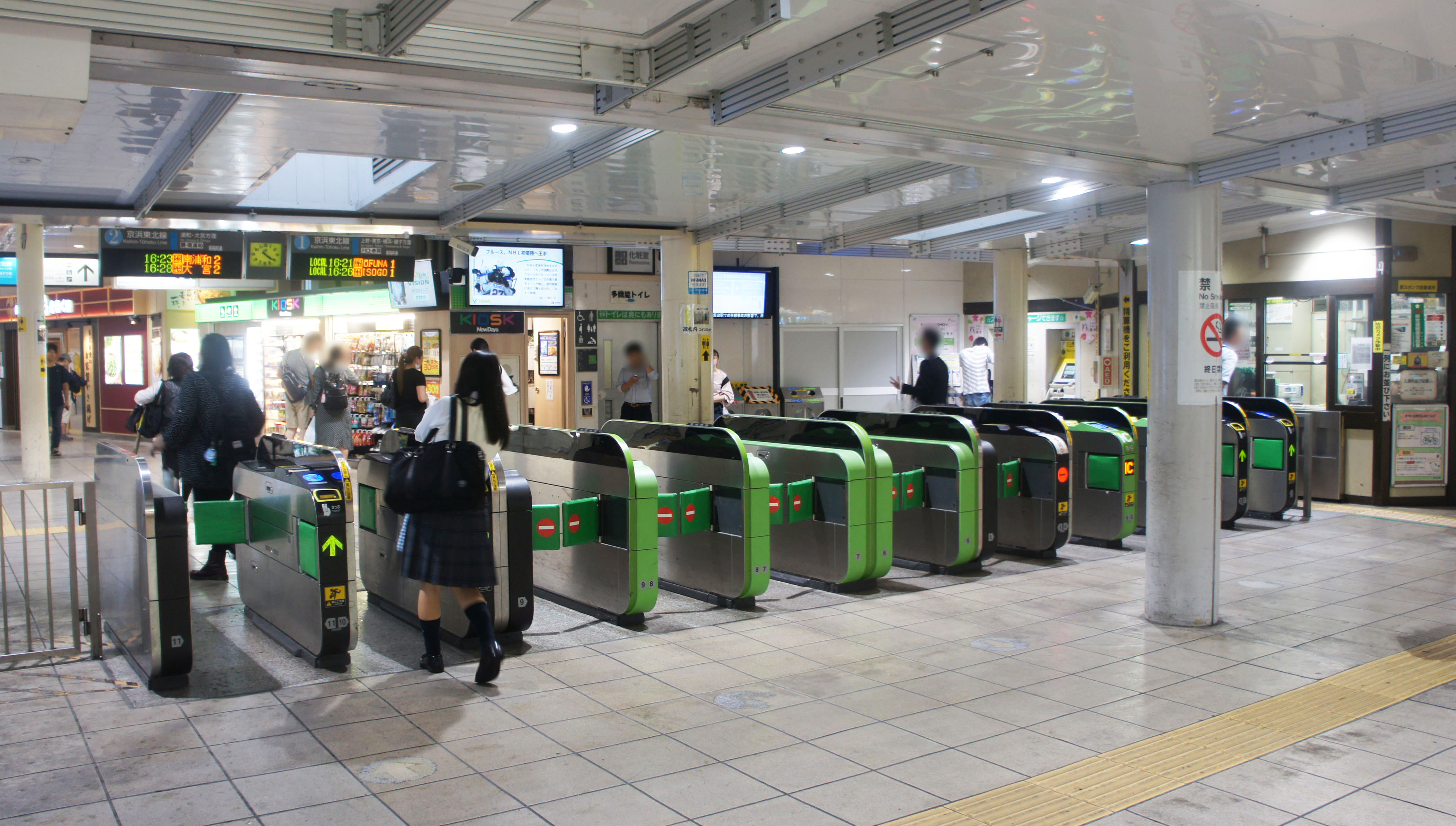
閘口（2019年6月）
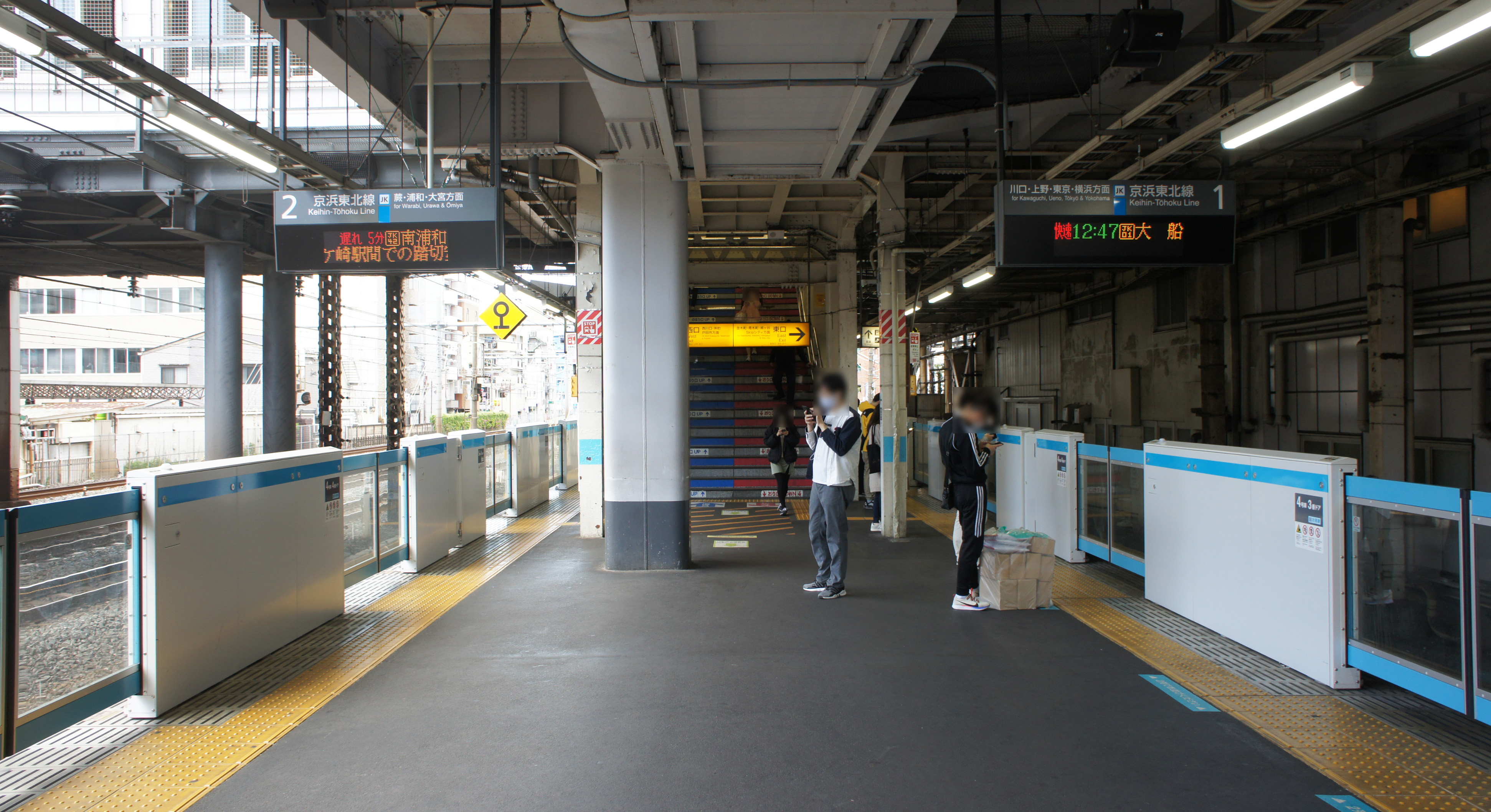
月台（2021年4月）

## 使用情況
2019年（令和元年）度1日平均上車人次為59,062人。埼玉縣內JR車站當中次於大宮站、浦和站、川口站、南越谷站、北朝霞站、蕨站、南浦和站，排行第8位（JR東日本全體第84位）。車站靠近川口市與蕨市的交界，因此也有不少乘客利用此站往來蕨市。過去上車人次如下表。 
| 年度               | 一日平均 上車人次 | 來源     |
| ------------------ | ----------------- | -------- |
| 1990年（平成02年） | 62,477            |          |
| 1991年（平成03年） | 63,549            |          |
| 1992年（平成04年） | 63,980            |          |
| 1993年（平成05年） | 62,862            |          |
| 1994年（平成06年） | 61,179            |          |
| 1995年（平成07年） | 60,039            |          |
| 1996年（平成08年） | 60,196            |          |
| 1997年（平成09年） | 59,051            |          |
| 1998年（平成10年） | 57,980            |          |
| 1999年（平成11年） | 57,328            | [ * 1 ]  |
| 2000年（平成12年） | 57,183            | [ * 2 ]  |
| 2001年（平成13年） | 53,910            | [ * 3 ]  |
| 2002年（平成14年） | 53,159            | [ * 4 ]  |
| 2003年（平成15年） | 52,905            | [ * 5 ]  |
| 2004年（平成16年） | 52,882            | [ * 6 ]  |
| 2005年（平成17年） | 51,243            | [ * 7 ]  |
| 2006年（平成18年） | 50,192            | [ * 8 ]  |
| 2007年（平成19年） | 50,447            | [ * 9 ]  |
| 2008年（平成20年） | 50,917            | [ * 10 ] |
| 2009年（平成21年） | 50,985            | [ * 11 ] |
| 2010年（平成22年） | 51,234            | [ * 12 ] |
| 2011年（平成23年） | 50,522            | [ * 13 ] |
| 2012年（平成24年） | 51,497            | [ * 14 ] |
| 2013年（平成25年） | 53,069            | [ * 15 ] |
| 2014年（平成26年） | 53,326            | [ * 16 ] |
| 2015年（平成27年） | 55,051            | [ * 17 ] |
| 2016年（平成28年） | 55,919            | [ * 18 ] |
| 2017年（平成29年） | 57,444            | [ * 19 ] |
| 2018年（平成30年） | 58,571            | [ * 20 ] |
| 2019年（令和元年） | 59,062            |          |

## 車站周邊

### 東口

#### 官公廳
- 川口警察署（日语：川口警察署）
- 埼玉縣南部地域振興中心
- 埼玉縣川口縣稅事務所
- 川口市產業文化會館

#### 郵局
- 川口並木郵便局
- 川口青木郵便局

#### 學校
- 川口市立高等學校（日语：川口市立高等学校）
- 武南中學校、高等學校（日语：武南中学校・高等学校）
- 埼玉縣立川口工業高等學校（日语：埼玉県立川口工業高等学校）
- 川口市立幸並中學校（日语：川口市立幸並中学校）

#### 商業
- APA HOTEL西川口站東口
- 並木通商店街
- 東武store（日语：東武ストア）
- BOOK OFF（日语：ブックオフコーポレーション）

#### 公園・運動場
- 青木町公園綜合運動場（日语：青木町公園総合運動場）（青木町平和公園）

### 西口
- 西川口稅務署（日语：税務署）
- 川口市役所西川口連絡室
- 川口市護照中心
- 川口警察署西川口站前交番
- 川口仁志郵便局
- 三菱UFJ銀行西川口支店
- 埼玉縣濟生會川口綜合醫院（日语：埼玉県済生会川口総合病院）
- 河鍋曉齋紀念美術館（日语：河鍋暁斎記念美術館）

## 路線巴士
全部路線皆由國際興業巴士運行。

### 東口
| 乘車處 | 乘車處      | 系統     | 主要行經地                                                 | 目的地             | 運行業者                        | 管轄 | 備註                              |
| ------ | ----------- | -------- | ---------------------------------------------------------- | ------------------ | ------------------------------- | ---- | --------------------------------- |
| 東口   | 1           | 西川01   | 賽車場內、鳩谷廳舍、昭和橋                                 | 鳩谷公團住宅       | 國際興業                        | 鳩谷 | 僅深夜巴士(平日、週六23：35發車） |
| 東口   | 1           | 西川07   | 六圓橋、前川、伊刈消防署、北園住宅                         | 東浦和站           | 國際興業                        | 鳩谷 |                                   |
| 東口   | 1           | 西川06   | 六圓橋、地藏橋、道合、醫療中心                             | 新井宿站           | 國際興業                        | 鳩谷 | 僅平日早晨8、9點發車              |
| 東口   | 1           | 西川07-2 | 六圓橋、前川                                               | 伊刈消防署         | 國際興業                        | 鳩谷 | 平日21：02、22：35發車            |
| 東口   | 1           | 西川11   | 六圓橋、地藏橋、前川                                       | 網代橋循環         | 國際興業                        | 鳩谷 | 平日早晨6時～8時                  |
| 東口   | 1           | 西川11   | 六圓橋、前川住宅、網代橋                                   | 網代橋循環         | 國際興業                        | 鳩谷 | 平日傍晚17時～21時                |
| 東口   | 2           | 西川05   | 賽車場前、南鳩谷站入口                                     | 朝日5丁目循環      | 國際興業                        | 川口 |                                   |
| 東口   | 2           | 西川05-2 | 賽車場前、南鳩谷站入口、南平福祉會館                       | 朝日5丁目          | 國際興業                        | 川口 |                                   |
| 東口   | 3           | 西川04   | 賽車場內、鳩谷廳舍、慈林、安行支所、安行花山下、戶塚安行站 | 東川口站南口       | 國際興業                        | 鳩谷 |                                   |
| 東口   | 3           | 西川04-2 | 賽車場內、鳩谷廳舍、慈林、安行支所、安行花山下、赤芝入口   | 鳩谷車庫(赤山)     | 國際興業                        | 鳩谷 | 毎日21：10、22：10發車            |
| 東口   | 4           | 西川01   | 賽車場內、鳩谷廳舍、昭和橋                                 | 鳩谷公團住宅       | 國際興業                        | 鳩谷 | 深夜バス除外                      |
| 東口   | 5           | 西川08   | 永旺夢樂城川口前川、上青木交番、川口市立高校               | 上青木循環         | 國際興業                        | 川口 | 永旺夢樂城川口前川方向循環        |
| 東口   | 5           | 西川08   | 川口市立高校、上青木交番、永旺夢樂城川口前川               | 上青木循環         | 國際興業                        | 川口 | 川口市立高校方向循環              |
| 東口   | 5           | 西川09   | SKIP City                                                  | 鳩谷站西口         | 國際興業                        | 鳩谷 | 僅平日早晨、夜晚                  |
| 東口   | 5           | 赤11     | 蕨站東口                                                   | 南浦和站西口       | 國際興業                        | 戶田 | 深夜巴士、下車專用                |
| 東口   | 5           | 深夜急行 | Midnight Arrow南浦和、東浦和                               | 東浦和站           | 國際興業                        | 鳩谷 | 深夜巴士、下車專用                |
| 東口   | ◎           | 西川100  | 直通                                                       | 川口賽車場         | 國際興業                        | 川口 | 僅賽日運行                        |
| 入口   |             | 川口02   | SKIP City、醫療中心、鳩谷中央醫院                          | 青木線：鳩谷站東口 | 川口市社區巴士 みんななかまバス | 鳩谷 | 僅平日、週六                      |
| 入口   | RIBBON CITY | 川口02   | 青木線：川口站西口                                         | 僅平日、週六       | 川口市社區巴士 みんななかまバス | 鳩谷 |                                   |

1、2號乘車處在東口站前圓環內，3～5號乘車處距離東口步行約3分鐘左右。由於東口圓環狹小，因此只讓班次較少的路線以及本站起訖的深夜巴士使用1、2號乘車處。
西川100則是停靠武藏野銀行前的專用乘車處。
5號乘車處的「赤11」（赤羽站東口發）與「深夜急行巴士」（池袋站西口發）路線僅能下車。
西川口站入口巴士站在產業道路「西川口站入口」交差點左轉處。
埼玉高速鐵道線開業以前，本站是舊鳩谷市與川口市北部居民的最近車站，至本站的路線是國際興業巴士十分賺錢的路線。埼玉高速鐵道線開通後，使用人數稍微移轉。

### 西口
| 乘車處 | 乘車處 | 系統                                               | 主要行經地     | 目的地   | 運行業者 | 管轄 | 備註 |
| ------ | ------ | -------------------------------------------------- | -------------- | -------- | -------- | ---- | ---- |
| 1      | 西川61 | 上戶田福祉中心、五差路                             | 下笹目         | 國際興業 | 戶田     |      |      |
| 1      | 西川63 | 上戶田福祉中心、五差路                             | 戶田公園站西口 | 國際興業 | 戶田     |      |      |
| 1      | 西川62 | 上戶田福祉中心、戶田站入口、醫療保健中心、戶田車庫 | 北戶田站       | 國際興業 | 戶田     |      |      |
| 2      | 西川64 | 南町2丁目、中央淨水場                              | 蕨站西口       | 國際興業 | 戶田     |      |      |
| 3      | 川51   | 原町                                               | 川口站西口     | 國際興業 | 川口     |      |      |

西口所有乘車處都在西口圓環內。

## 相鄰車站
東日本旅客鐵道
 京濱東北線
■快速、■各站停車
川口（JK 39）－西川口（JK 40）－蕨（JK 41）

### 使用情況
1. ↑  埼玉県統計年鑑 （页面存档备份，存于） - 埼玉県
2. ↑  川口市統計書 （页面存档备份，存于） - 川口市
3. ↑  統計わらび （页面存档备份，存于） - 蕨市

JR東日本1999年度以後上車人次
1. ↑  各駅の乗車人員（1999年度） （页面存档备份，存于） - JR東日本
2. ↑  各駅の乗車人員（2000年度） （页面存档备份，存于） - JR東日本
3. ↑  各駅の乗車人員（2001年度） （页面存档备份，存于） - JR東日本
4. ↑  各駅の乗車人員（2002年度） （页面存档备份，存于） - JR東日本
5. ↑  各駅の乗車人員（2003年度） （页面存档备份，存于） - JR東日本
6. ↑  各駅の乗車人員（2004年度） （页面存档备份，存于） - JR東日本
7. ↑  各駅の乗車人員（2005年度） （页面存档备份，存于） - JR東日本
8. ↑  各駅の乗車人員（2006年度） （页面存档备份，存于） - JR東日本
9. ↑  各駅の乗車人員（2007年度） （页面存档备份，存于） - JR東日本
10. ↑  各駅の乗車人員（2008年度） （页面存档备份，存于） - JR東日本
11. ↑  各駅の乗車人員（2009年度） （页面存档备份，存于） - JR東日本
12. ↑  各駅の乗車人員（2010年度） （页面存档备份，存于） - JR東日本
13. ↑  各駅の乗車人員（2011年度） （页面存档备份，存于） - JR東日本
14. ↑  各駅の乗車人員（2012年度） （页面存档备份，存于） - JR東日本
15. ↑  各駅の乗車人員（2013年度） （页面存档备份，存于） - JR東日本
16. ↑  各駅の乗車人員（2014年度） （页面存档备份，存于） - JR東日本
17. ↑  各駅の乗車人員（2015年度） （页面存档备份，存于） - JR東日本
18. ↑  各駅の乗車人員（2016年度） （页面存档备份，存于） - JR東日本
19. ↑  各駅の乗車人員（2017年度） （页面存档备份，存于） - JR東日本
20. ↑  各駅の乗車人員（2018年度） （页面存档备份，存于） - JR東日本
21. ↑  各駅の乗車人員（2019年度） （页面存档备份，存于） - JR東日本

埼玉縣統計年鑑
1. ↑  .   [2019-06-09]. （原始内容存档于2020-02-02）.
2. ↑  .   [2019-06-09]. （原始内容存档于2020-02-02）.
3. ↑  .   [2019-06-09]. （原始内容存档于2020-02-02）.
4. ↑  .   [2019-06-09]. （原始内容存档于2020-02-02）.
5. ↑  .   [2019-06-09]. （原始内容存档于2020-02-02）.
6. ↑  .   [2019-06-09]. （原始内容存档于2020-02-02）.
7. ↑  .   [2019-06-09]. （原始内容存档于2020-02-02）.
8. ↑  .   [2019-06-09]. （原始内容存档于2020-02-02）.
9. ↑  .   [2019-06-09]. （原始内容存档于2020-02-02）.
10. ↑  .   [2019-06-09]. （原始内容存档于2020-02-02）.
11. ↑  .   [2019-06-09]. （原始内容存档于2020-02-02）.
12. ↑  .   [2019-06-09]. （原始内容存档于2020-02-02）.
13. ↑  .   [2019-06-09]. （原始内容存档于2020-02-02）.
14. ↑  .   [2019-06-09]. （原始内容存档于2020-02-02）.
15. ↑  .   [2019-06-09]. （原始内容存档于2020-02-02）.
16. ↑  .   [2019-06-09]. （原始内容存档于2020-02-02）.
17. ↑  .   [2019-06-09]. （原始内容存档于2020-02-02）.
18. ↑  .   [2019-06-09]. （原始内容存档于2020-02-02）.
19. ↑  .   [2019-06-09]. （原始内容存档于2020-02-02）.
20. ↑  .   [2020-07-28]. （原始内容存档于2020-03-18）.

## 外部連結
- 車站資訊（西川口）：東日本旅客鐵道

35°48′56.3″N 139°42′15.5″E / 35.815639°N 139.704306°E